# 蒙索
蒙索（法語：Montceaux，法語發音：[mɔ̃so]）是法国安省的一个市镇，位于该省西部，属于布雷斯地区布尔格区。

## 地理
蒙索（46°5'47"N, 4°47'50"E）面积10.03 平方千米，位于法国奥弗涅-罗讷-阿尔卑斯大区安省，该省份为法国东部省份，北起汝拉省，西北接索恩-卢瓦尔省，西接罗讷省和里昂大都会，南至伊泽尔省，东与萨瓦省、上萨瓦省和瑞士接壤。
与蒙索接壤的市镇（或旧市镇、城区）包括：沙南、弗朗什兰、盖兰、索恩河畔蒙梅勒、索恩河畔佩济约。

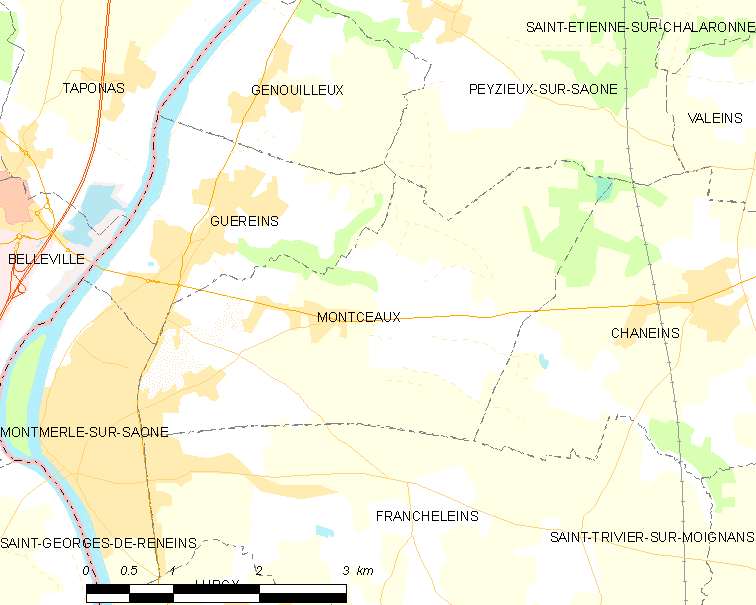
蒙索的OSM定位图

蒙索的时区为UTC+01:00、UTC+02:00（夏令时）。

## 行政
蒙索的邮政编码为01090，INSEE市镇编码为01258。

## 政治
蒙索所属的省级选区为沙拉罗讷河畔沙蒂永县。

## 人口

1962-2008年间蒙索人口变化图示

蒙索于2022年1月1日时的人口数量为1202人。